# جگی سرحدی
جگی سرحدی، روستایی در دهستان درآبسر بخش گوهران شهرستان بشاگرد در استان هرمزگان ایران است.

## جمعیت
بر پایه سرشماری عمومی نفوس و مسکن در سال ۱۳۹۵، جمعیت این روستا برابر با ۶۰ نفر (۱۷ خانوار) بوده‌است.